# Shabbir Banoobhai
Œuvres principales
- Echoes of my other self (1980)
- When the first slave was brought to the Cape (1998)
- Inward moon - outward sun (2002)

Shabbir Banoobhai, né le 23 octobre 1949 à Durban en Afrique du Sud, est un poète sud-africain.

## Biographie
Banoobhai naît à Durban en 1949. Après avoir effectué sa scolarité à l'école primaire, souhaite étudier à l'université. Les coûts sont cependant trop élevés pour sa famille et à la place, il commence des études pour travailler ensuite comme enseignant au Springfield College. Très engagé en politique durant ses études, il est élu président du Conseil représentatif des étudiants en 1970 et devient rédacteur en chef adjoint du journal universitaire Aspect, interdit à plusieurs reprises pour ses protestations contre le régime racial de l'apartheid.
Au collège, il rencontre la femme de lettres et militante contre l'apartheid Fatima Meer, qui, après avoir découvert qu'il écrit de la poésie, lui suggère de rencontrer l'éminent poète Douglas Livingstone.
Alors qu'il est encore à l'université, il étudie avec succès pour un baccalauréat en commerce à l'Unisa, l'université par correspondance, et après un court passage dans l'enseignement, il commence à travailler comme comptable.
Selon ses propres mots, son travail vise « à promouvoir une vision d'une société plus humaine - une société qui non seulement respecte tous ses membres en tant qu'êtres humains mais qui les considère comme des êtres spirituels et essentiellement divins ». Son œuvre possède de nombreuses références à la période de l'apartheid.
Son œuvre est décrite par Douglas Livingstone comme « enflammée de manière subliminale par les anciens grands poètes islamiques »,.
Banoobhai et sa femme, musulmans, sont parents de deux enfants.

## Poésie
Shabbir Banoobhai est décrit comme « l'un des poètes les plus talentueux d'Afrique du Sud ». Il écrit un grand nombre de poèmes, parmi lesquels les suivants 
- Echoes of my other self (1980)
- Shadows of a sun-darkened land (1984)
- When the first slave was brought to the Cape (1998)
- Inward moon - outward sun (2002)
- Lightmail (2002)
- Book of songs (2004)
- Lyrics in paradise (2009)
- Dark light - the spirit's secret (2009)
- The drums beat all night (2013)
- All that remains (2020)
- In the last port of call (2022)

## Autres travaux
- Sagesse dans une cruche : réflexions d'amour (1999)
- Si je pouvais écrire - Lettres du Ramadan qui peuvent être lues à Noël ou n'importe quel autre jour (2006)
- L'eau suffirait : reflets d'amour (2007)
- Une montagne est une vallée à l'envers (2008)
- La mémoire du miroir - essais et pensées réflexives (2009)
- Hérétique - un roman (2012)
- Voir la perfection - méditations pour vivre en paix (2013)
- Le leadership comme guérison (2017)
- Le leadership comme manuel de guérison (2018)
- Les chemins de l'amour (2022)